# ميخائيل شيبورين
ميخائيل شيبورين (الروسية: Чипурин, Михаил Алексеевич) مواليد 17 نوفمبر 1980 في موسكو، هو لاعب كرة يد روسي. يلعب حاليا مع نادي إيفري لكرة اليد ويحمل الرقم 20. مثل منتخب روسيا لكرة اليد. شارك في دورة الألعاب الأولمبية الصيفية سنة 2004.

## سجل المنافسة
شارك في البطولات التالية:
- بطولة العالم لكرة اليد للرجال 2015
- بطولة أوروبا لكرة اليد للرجال 2012
- بطولة أوروبا لكرة اليد للرجال 2016

## الميداليات
| الميدالية | المسابقة                       |
| --------- | ------------------------------ |
| برونزية   | الألعاب الأولمبية الصيفية 2004 |

## روابط خارجية
- ميخائيل شيبورين على موقع الاتحاد الأوروبي لكرة اليد (الإنجليزية)
- ميخائيل شيبورين على موقع الاتحاد الفرنسي لكرة اليد (الفرنسية)
- ميخائيل شيبورين على موقع أوليمبيديا (الإنجليزية)